# Jacques Cazotte

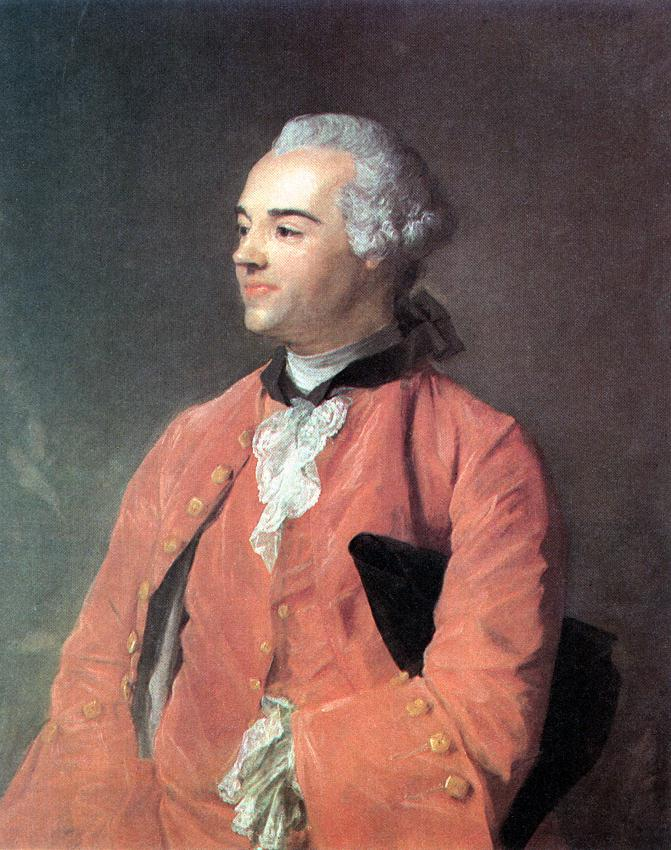
Portret van Cazotte door Jean-Baptiste Perroneau.

Jacques Cazotte, (Dijon, 7 oktober 1719 – Parijs (schavot), 25 september 1792) was een Frans schrijver, filosoof, illuminist en Martinist.

## Vrijmetselarij
Verschillende maçonnieke en paramaçonnieke loges werden naar hem genoemd.

## Voorspelling
Cazotte is onder meer bekend van zijn door Jean-François de La Harpe gerapporteerde voorspelling van Cazotte, waarbij hij aan een aantal architecten van de Franse Revolutie tijdens een banket voorspelde hoe ze zelf aan hun revolutie zouden sterven.
- Bibsys: 90107016
- Biblioteca Nacional de España: XX821076
- Bibliothèque nationale de France: cb11895697m (data)
- Catàleg d'autoritats de noms i títols de Catalunya: 981061035034206706
- CiNii: DA0109664X
- Digitale Bibliotheek voor de Nederlandse Letteren: cazo001
- Gemeinsame Normdatei: 118667599
- International Standard Name Identifier: 0000 0001 2117 1202
- Library of Congress Control Number: n50082090
- Bibliotheek van het Japanse parlement: 00435578
- Nationale Bibliotheek van Tsjechië: xx0000416
- Nationale bibliotheek van Australië: 35026756
- Nationale Bibliotheek van Israël: 987007279605105171
- Nationale Bibliotheek van Polen: a0000001096010
- Nationale en Universitaire bibliotheek Zagreb: 000139985
- Nederlandse Thesaurus van Auteursnamen: 069154570
- Réseau des bibliothèques de Suisse occidentale: 02-A000030081
- Istituto Centrale per il Catalogo Unico: CFIV103248
- LIBRIS: 341573
- SNAC: w6b88prv
- Système universitaire de documentation: 026773880
- Trove: 800328
- Virtual International Authority File: 8698
- WorldCat: E39PBJxrWpMBB6pjddfXk4vCQq